# Finanza islamica
La finanza islamica è basata su alcune interpretazioni di carattere etico del Corano. I suoi pilastri centrali consistono nel rispettare le norme della Shari'a: occorre devolvere parte dei propri guadagni in carità (zakāt), non si possono ottenere interessi sui prestiti (divieto del ribā) e bisogna effettuare investimenti socialmente responsabili o leciti (ḥalāl), non rischiosi (gharār) e non di speculazione (maysir). Nel caso di investimenti effettuati da Organismi di investimento collettivo del risparmio, l'osservanza di tali precetti deve essere monitorata da uno Sharia Supervisory Board.
Esistono inoltre attività finanziarie come il microcredito e la ḥawāla che, pur non essendo citate nel libro sacro dell'Islam, sono considerate rispettose dei precetti islamici.

## I cinque pilastri della Shari'a

### Redistribuzione (zakāt)
L'usanza di destinare una parte del proprio reddito annuo in opere di carità è presente in diverse confessioni religiose. Per il mondo arabo-islamico, la zakāt (o decima) rappresenta il terzo pilastro dell'Islam: letteralmente significa purificazione ed il suo pagamento (di solito pari al 2,5% dei cespiti patrimoniali) viene considerato essenziale perché purifica la ricchezza dalla sua malefica tendenza ad accumularsi nelle mani di pochi. La Shari'a riconduce l'istituzione di questa tassa al credo fondamentale che tutto appartiene a Dio e quindi parte dei beni posseduti va devoluta alla comunità per far fronte alle esigenze di tutti i membri. È quindi soprattutto un sistema di redistribuzione della ricchezza che dovrebbe arginare i fenomeni della povertà.
In molti paesi che hanno adottato la religione islamica come religione di Stato (Pakistan, Yemen, Sudan e alcuni paesi del Golfo Persico) la zakāt viene prelevato direttamente dai conti correnti bancari a fine anno, di essa non viene poi tenuta traccia nei documenti contabili.

### Divieto di interesse (ribā)
Il Corano vieta l'usura, il ribā, cioè gli interessi.
I giuristi islamici associano l'usura al concetto di indebito arricchimento in quanto rappresenta una forma di guadagno non prodotta dal lavoro dell'uomo.
Il concetto di usura non è unanimemente condiviso: alcuni ʿulamāʾ lo intendono come qualsiasi prestito dietro pagamento di interessi, altri solamente come il prestito a interessi superiori a quelli accettati dalla società (per esempio oltre l'inflazione).
Questo principio influenza alcuni ambiti dell'attività bancaria, che non deve generare profitti e quindi nessuna remunerazione del capitale prestato. Il credito al consumo, i mutui ipotecari e immobiliari per l'acquisto della prima casa sono impieghi "legittimi" del denaro per il diritto islamico, ma non consentono al creditore il guadagno nella forma di un semplice profitto. Il risultato è quello di orientare i prestiti agli investimenti produttivi, gli unici che permettono una remunerazione, compatibile con il diritto islamico.
Negli ultimi anni in ambito accademico sono stati creati strumenti finanziari che permettono alle istituzioni finanziarie di fare affari senza contravvenire al principio che vieta gli interessi. I più utilizzati sono i seguenti:
- Il contratto di Murabaha è frequentemente utilizzato dagli istituti bancari per finanziare le imprese nell'acquisto di materie prime o semilavorate e per il credito al consumo. I soggetti che rientrano in questa tipologia di contratto sono tre: la banca che finanzia l'acquisto, il fornitore del bene e il consumatore finale[8]. Quest'ultimo sceglie il bene che intende acquistare e stabilisce il prezzo con il fornitore del bene medesimo. Successivamente il cliente stipula un contratto di Murabaha con la banca, la quale acquisterà il bene dal fornitore al prezzo pattuito in precedenza e lo rivenderà, con guadagno, a un prezzo maggiorato[9].

Una variante della Murabaha è denominata Bai' Bithaman Ajil: in essa i costi dell'immobile più il profitto per il prestatore (che risulta essere il proprietario fino al termine del prestito) sono conteggiati e pagati in un numero di anni prefissato.
- Nel contratto di Musharaka la banca e l'imprenditore costituiscono una società nella quale entrambi condividono sia i profitti sia le perdite[11].

Una variante, meno usata, è denominata Musharaka Mutanaqisa o Diminishing Musharaka e prevede una partnership tra banca e cliente per acquistare l'immobile: si inizia per esempio con la banca proprietaria al 90% e il cliente al 10%, per poi invertire progressivamente le percentuali tramite il pagamento di un affitto annuo che tenga conto della restituzione del prestito, delle principali spese condominiali e del profitto concordato.
- Nel contratto di Mudharaba il creditore, una volta concesso il capitale, non può più intervenire nella gestione degli affari e la responsabilità ricade sull'imprenditore, il quale non dovrà più preoccuparsi delle perdite finanziarie, ma contribuisce solamente apportando il fattore lavoro[13].

Altri esempi includono essenzialmente piani di spartizione di guadagni (profit and loss sharing - PLS), affitti e piani di riacquisto o leasing (Ijara).

### Investimenti leciti (ḥalāl)
L'obbligo di supportare economicamente solo attività moralmente accettabili (ḥalāl) e bandire invece quelle proibite perché immorali o peccaminose (ḥarām) deriva dal precetto che riguarda tutto ciò che è lecito secondo l'Islam, e attiene dunque al comportamento, al modo di parlare, all'abbigliamento, alla condotta, e alle norme in materia di alimentazione.
In campo economico, il criterio è quindi esclusivo: mira cioè ad elencare ciò che è proibito, al contrario di quanto praticato dai criteri economici inclusivi (che puntano invece ad elencare i settori in cui è possibile investire).
Tra i musulmani di differenti regioni, e appartenenti a diverse comunità islamiche, non esiste consenso unanime su ciò che debba essere considerato ḥalāl. Questo fa sì che vengano unanimemente esclusi solo alcuni settori come ad esempio droghe, armi, alcol, gioco d'azzardo, pornografia, terrorismo e tutto quanto riguarda la carne di maiale.

### Investimenti rischiosi (gharār)
Il termine gharār (letteralmente: rischioso) non è contenuto nel Corano ma in alcuni aḥādīth della Sunna e non è presente in altri testi religiosi. In base a questo precetto, ogni investimento non deve dare adito a incertezze. 
Da questo assunto deriva che molti strumenti finanziari islamici sono costruiti per finanziare operazioni precise e conosciute, come per esempio le obbligazioni ṣukūk (letteralmente: certificato), il cui sottostante è noto e, dovendo essere poco rischiose, riguardano sovente operazioni immobiliari o infrastrutture pubbliche. Alla scadenza dei ṣukūk la proprietà del bene è riconsegnata all'originario proprietario e gli investitori sono remunerati a un prezzo che era stato precedentemente stabilito.

### Investimenti speculativi (maysīr)
Nel Corano sono esplicitamente vietati gli investimenti speculativi in quanto legati al gioco d'azzardo.
È quindi immorale qualunque interesse legato a una presenza di rischio e incertezza, ovvero ricorrere o prestare denaro a persone fisiche e giuridiche che praticano la leva finanziaria, il carry trade, l'utilizzo di derivati e altre forme di speculazione come l'arbitraggio. L'utilizzo di coperture assicurative, legate per definizione al concetto di rischio, sono permesse solamente se risultano costruite in modo takaful, ovvero con la condivisione del rischio sottostante.
Ad esempio, i fondi di investimento islamici escludono per statuto le società che hanno un rapporto superiore del 30% fra debiti e capitale sociale, fra le quali potrebbero esservi società che ricorrono alla leva finanziaria per fare profitti. L'interesse è riconosciuto come premio di rischio legato a una qualche forma di investimento.

## LoSharia Supervisory Board
Lo Sharia Supervisory Board di un'istituzione finanziaria è un organismo indipendente che ha il compito, oltre all'Assemblea degli azionisti e degli Amministratori, di certificare l'operato della istituzione stessa e controllare che esso sia conforme ai dettami della Shari'a. Le certificazioni sono espresse mediante le emissioni di Fatwā.
I principi cui devono ispirarsi i board sono diramati dall'Accounting and Auditing Organisation for Islamic Financial Institutions (AAOIFI,), un istituto creato nel 1990 con sede in Bahrain e considerato la maggior guida mondiale per i criteri Shari'ah compliant. L'AAOIFI, oltre all'etica e alle norme conformi alla Shari'a per le istituzioni finanziarie islamiche, si occupa anche di contabilità, revisione contabile, governance e svolge programmi di qualificazione professionale per migliorare le risorse umane che operano in questi settori.
Esistono poi alcune altre istituzioni locali, gestite da università o dalle banche centrali, che svolgono il compito di formare i futuri componenti e valutare la corretta costruzione degli strumenti finanziari, come ad esempio L'Islamic Financial Services Board e l'International Centre for Education in Islamic Finance con sede a Kuala Lumpur in Malaysia, il Financial Services Authority in Indonesia o l'International Islamic Financial Market operativo in Bahrain dal 2002.
Solitamente il board ha contatti con il locale consiglio degli ʿulamāʾ. Per esempio, il Financial Services Authority indonesiano è strettamente collegato al National Shariah Board of Indonesian ʿulamāʾ Council.

## Il microcredito
Il fatto che milioni di individui musulmani non abbiano accesso al sistema bancario perché privi di garanzie, ha comportato un forte sviluppo di strumenti di finanza alternativa nei paesi a maggioranza islamica.
Uno di essi è il microcredito di tipo strettamente mutualistico: una comunità di individui, solitamente guidati da un'istituzione religiosa riconosciuta, versando una cifra annua aderisce ad una cassa dalla quale i singoli aderenti possono attingere, a rotazione, solamente in caso di bisogno e dopo un certo numero di anni, scalando un'apposita graduatoria.
In Malaysia, il Pilgrims Management Fund and Board (in malese: Tabung Haji) è stato istituito dal governo nel 1962 con l'obiettivo di facilitare i musulmani malesi a costituire il capitale necessario a sostenere il rito del pellegrinaggio alla Mecca. Il fondo è sostenuto da circa quattro milioni di persone (dati 2014) e, oltre a garantire le spese e l'organizzazione per il viaggio favorendo il risparmio degli aderenti, usa i depositi per finanziare settori ḥalāl (il valore attuale degli investimenti è di circa 4 miliardi di dollari), garantendo l'esclusione della ribā.
In Iran il settore del microcredito vede operare le banche rurali (la Bank Keshavarzi o Banca dell'Agricoltura fu istituita nel 1933) e i fondi Qard al-Hasan, istituiti da parte delle moschee per i bisognosi appartenenti alle loro comunità di fedeli. Il primo di questi, l'Eternal Saving Fund, fu istituito nel 1967 da una moschea a sud di Teheran. Nel 2008 i fondi censiti di questo tipo erano circa 7000.
Troviamo casse rurali operanti nel microcredito anche in Indonesia: le Bank Perkreditan Rakyat Syariah sono più di 150 e offrono depositi e prestiti personali mudharabah e musharakah.

## Dimensioni della finanza islamica
Le dimensioni della finanza islamica veicolata dalle istituzioni finanziarie tradizionali è stimata in circa 2.000 miliardi di euro (dati 2015), con tassi di crescita annui finora a doppia cifra. Ma aggiungendo a questo l'ammontare dello zakāt effettuato nel mondo dai musulmani credenti, e la finanza informale costituita dal microcredito e l'hawala, è ragionevole pensare ad una dimensione almeno doppia.
Attualmente, anche nel mondo occidentale molte istituzioni finanziarie offrono prodotti e servizi finanziari in accordo con le regole della finanza islamica. Fra i principali gruppi di diritto islamico con filiali in tutto il mondo: Dallah Albaraka Group DAB (Arabia Saudita), Dar al Maal al Islami Trust DMI (Arabia Saudita), Alrahj Group (Arabia Saudita) The Islamic Investor (Kuwait), Islamic Bank for Development IBD, Bank of Credit and Commerce International o BCCI. L'UaB, Unione della banche Arabe, è la maggiore organizzazione degli istituti di credito di diritto islamico.

## Storia
Le prime iniziative di economia islamica applicata possono essere fatte risalire agli anni cinquanta del secolo scorso con il Meet Ghamr un piano di edilizia popolare in Egitto e il Pilgrims' Administration and Fund of Malaysia come organo di vigilanza degli istituti finanziari in Malaysia.
Per molto tempo dagli istituti finanziari occidentali la finanza islamica fu ritenuta una pura utopia, fino alla crisi petrolifera del 1973-1974 col massiccio afflusso di capitali fu fondata la Banca per lo sviluppo islamico (Idb) nel 1974 amministrata da ricchi musulmani e da studiosi della Shari'a.
Altro successo della finanza islamica fu registrato in seguito alla crisi del mercato asiatico del 1997 in cui crollano le economie di Corea del Sud, Thailandia, Indonesia, Filippine e Malesia quest'ultima a differenza delle altre che accettano gli aiuti finanziari del Fondo Monetario Internazionale, rifiuta contestando pubblicamente gli aiuti speculativi di valute estere. Il premier malese Mahathir Mohamad si rivolge invece alla solidarietà musulmana che risponde generosa all'appello trasferendo capitali nell'organismo bancario islamico già presente, che consente al Paese di risollevarsi prima dei suoi vicini.
Dopo l'11 settembre e la promulgazione del USA PATRIOT Act si ha una fuga di capitali dall'America, buona parte dei quali viene riversato negli istituti islamici che hanno un conseguente sviluppo.

### Il dinaro d'oro
Il dinaro d'oro ha rappresentato per 13 secoli la base di un sistema economico, che tuttora riveste per molti musulmani un fascino culturale, storico ed etico, tanto che in tempi recenti vi sono stati tentativi di reintroduzione della moneta.